# Hidrogensulfur d'amoni

Estructura

Ió hidrogensulfur

L'hidrogensulfur d'amoni és un compost químic amb la fórmula química (NH₄)SH. Es tracta de la sal química del catió amoni i l'anió hidrogensulfur. Aquesta sal es presenta com cristalls micacis incolors i solubles en aigua. El compost es troba principalment en solució, no pas com a sòlid. Es genera mesclant sulfur d'hidrogen i amoníac.
Al planeta Júpiter es creu que una part dels seus núvols estan formats per hidrogensulfur d'amoni.
La bomba pudenta comuna consta d'una solució aquosa de sulfur d'amoni. Aquesta mescla fàcilment es converteix en gasos amoníac i de sulfur d'hidrogen. La conversió té aquest equilibri:
(NH₄)SH{\displaystyle {\overrightarrow {\leftarrow }}} NH₃ + H₂S
Tant l'amoníac com el sulfur d'hidrogen tenen una olor desagradable.